# 39 (tal)
39 (trettionio) är det naturliga talet som följer 38 och som följs av 40.

## Inom matematiken
- 39 är ett udda tal.
- 39 är ett semiprimtal
- 39 är ett extraordinärt tal
- 39 är ett tetradekagontal
- 39 är ett Perrintal
- 39 är ett palindromtal i det duodecimala talsystemet.

## Inom vetenskapen
- Yttrium, atomnummer 39
- 39 Laetitia, en asteroid
- M39, öppen stjärnhop i Svanen, Messiers katalog